# 朱億宗
朱億宗（1986年8月4日—）是臺灣男子籃球運動員，最後效力於超級籃球聯賽台灣啤酒。
朱億宗來自彰化縣北斗鎮，畢業於北斗國小、北斗國中、永靖高工、醒吾技術學院，2007年7月在超級籃球聯賽新人選秀會第四輪被璞園建築相中，效力璞園建築四個賽季以來只在超級籃球聯賽（SBL）出賽19場，2012年轉戰金門酒廠，2013年進入臺北達欣工程，2016年以三年合約加盟台灣啤酒，2021年9月從超級籃球聯賽台灣啤酒轉移至T1聯盟台灣啤酒英熊。2023年9月確定回歸超級籃球聯賽台灣啤酒。並於同月在跨聯盟籃球邀請賽獲選大會最佳五人。11月10日，朱億宗加盟台啤永豐雲豹。2024年8月22日，台灣職業籃球大聯盟桃園台啤永豐雲豹宣布朱億宗轉移至台灣啤酒。8月31日，朱億宗在跨聯盟籃球邀請賽中獲選大會最佳五人與MVP。
2016年10月朱億宗與妻子在新北市板橋區Mega 50舉辦婚宴，隔年1月7日登記結婚。

## 外部連結
- 朱億宗的Instagram帳戶
- 朱億宗在fiba3x3.com（英语）
- 朱億宗在Eurobasket.com（球員）（英语）
- 朱億宗在Flashscore（英语）